# Абдрахманов, Избасар
Избасар Абдрахманов (14 декабря 1939, село Ленино, Талды-Курганский район, Алма-Атинская область, Казахская ССР — 21 июня 1975, там же) — комбайнёр колхоза имени Ленина Талды-Курганского района Алма-Атинской области, Казахская ССР. Герой Социалистического Труда (1967).

## Биография
Родился в 1939 году в крестьянской семье в селе Ленино Талды-Курганского района.
После окончания местной школы обучался на курсах механизации. С 1958 года — механизатор в колхозе имени Ленина Талды-Курганского района.
Ежегодно показывал высокие трудовые результаты. Неоднократно занимал передовые места в колхозном социалистическом соревновании. В 1965 году убрал 875 гектаров посевной площади, в 1966 году — 1050 гектаров и намолотил 18 тысяч центнеров зерновых. В этом же году занял первое место в социалистического соревновании серди комбайнёров Талды-Курганского района. Указом Президиума Верховного Совета СССР от 19 апреля 1967 года удостоен звания Героя Социалистического Труда за «достигнутые успехи в увеличении производства и заготовок зерна в 1966 году» с вручением ордена Ленина и золотой медали «Серп и Молот» (№ 14935).
В 1969—1973 годах обучался в Талды-Курганском индустриально-педагогическом техникуме.
Проживал в родном селе Ленино Талды-Курганском районе. Умер в июне 1975 года от тяжёлой болезни. Похоронен на сельском кладбище. 
Память
Его именем названа улица в его родном селе Мамбет Коксуского района.